# Grand Prix Formule 1 van Canada 1978
De Grand Prix Formule 1 van Canada 1978 werd gehouden op 8 oktober 1978 in Montreal.

## Uitslag
| Positie | Nummer | Rijder                | Team               | Ronden | Tijd/Opgave    | Startplaats | Punten |
| ------- | ------ | --------------------- | ------------------ | ------ | -------------- | ----------- | ------ |
| 1       | 12     | Gilles Villeneuve     | Ferrari            | 70     | 1:57:49.196    | 3           | 9      |
| 2       | 20     | Jody Scheckter        | Wolf-Ford          | 70     | +13,372 s      | 2           | 6      |
| 3       | 11     | Carlos Reutemann      | Ferrari            | 70     | +19,408 s      | 11          | 4      |
| 4       | 35     | Riccardo Patrese      | Arrows-Ford        | 70     | +24,667 s      | 12          | 3      |
| 5       | 4      | Patrick Depailler     | Tyrrell-Ford       | 70     | +28,558 s      | 13          | 2      |
| 6       | 22     | Derek Daly            | Ensign-Ford        | 70     | +54,476 s      | 15          | 1      |
| 7       | 3      | Didier Pironi         | Tyrrell-Ford       | 70     | +1:21.250      | 18          |        |
| 8       | 8      | Patrick Tambay        | McLaren-Ford       | 70     | +1:26.560      | 17          |        |
| 9       | 27     | Alan Jones            | Williams-Ford      | 70     | +1:28.942      | 5           |        |
| 10      | 5      | Mario Andretti        | Lotus-Ford         | 69     | +1 Ronde       | 9           |        |
| 11      | 66     | Nelson Piquet         | Brabham-Alfa Romeo | 69     | +1 Ronde       | 14          |        |
| 12      | 15     | Jean-Pierre Jabouille | Renault            | 65     | +5 Rondes      | 22          |        |
| NC      | 10     | Keke Rosberg          | ATS-Ford           | 58     | +12 Rondes     | 21          |        |
| NF      | 26     | Jacques Laffite       | Ligier-Matra       | 52     | Transmissie    | 10          |        |
| NF      | 7      | James Hunt            | McLaren-Ford       | 51     | Spin           | 19          |        |
| NF      | 55     | Jean-Pierre Jarier    | Lotus-Ford         | 49     | Olielek        | 1           |        |
| NF      | 31     | René Arnoux           | Surtees-Ford       | 37     | Motor          | 16          |        |
| NF      | 21     | Bobby Rahal           | Wolf-Ford          | 16     | Benzinesysteem | 20          |        |
| NF      | 2      | John Watson           | Brabham-Alfa Romeo | 8      | Ongeluk        | 4           |        |
| NF      | 1      | Niki Lauda            | Brabham-Alfa Romeo | 5      | Remmen         | 7           |        |
| NF      | 16     | Hans-Joachim Stuck    | Shadow-Ford        | 1      | Ongeluk        | 8           |        |
| NF      | 14     | Emerson Fittipaldi    | Fittpaldi-Ford     | 0      | Ongeluk        | 6           |        |
| NQ      | 17     | Clay Regazzoni        | Shadow-Ford        |        |                |             |        |
| NQ      | 19     | Beppe Gabbiani        | Surtees-Ford       |        |                |             |        |
| NQ      | 37     | Arturo Merzario       | Merzario-Ford      |        |                |             |        |
| NQ      | 25     | Héctor Rebaque        | Lotus-Ford         |        |                |             |        |
| PQ      | 36     | Rolf Stommelen        | Arrows-Ford        |        |                |             |        |
| PQ      | 9      | Michael Bleekemolen   | ATS-Ford           |        |                |             |        |

## Statistieken
| Pole-position | Jean-Pierre Jarier | Lotus-Ford    | 1:38.015 |
| Snelste ronde | Alan Jones         | Williams-Ford | 1:38.072 |

## Noot
- Dit was de tiende Grand Prix-start voor een Finse coureur.
- Dit was de honderdste Grand Prix-start voor Niki Lauda en voor Carlos Reutemann. Hiermee waren Lauda en Reutemann de elfde en twaalfde coureur die minstens 100 races in het Formule 1 Wereldkampioenschap hadden gereden.
- Vijfde pole position voor een Franse coureur.
- Dit was de vijfentwintigste podiumplaats voor Carlos Reutemann.
- Eerste Grand Prix-winst voor Gilles Villeneuve en voor een Canadese coureur.
- Eerste (en enige) wereldtitel voor Mario Andretti en de tweede wereldtitel voor een Amerikaanse coureur. Andretti was de zestiende coureur die wereldkampioen werd.

1967 · 1968 · 1969 · 1970 · 1971 · 1972 · 1973 · 1974 · 1976 · 1977 · 1978 · 1979 · 1980 · 1981 · 1982 · 1983 · 1984 · 1985 · 1986 · 1988 · 1989 · 1990 · 1991 · 1992 · 1993 · 1994 · 1995 · 1996 · 1997 · 1998 · 1999 · 2000 · 2001 · 2002 · 2003 · 2004 · 2005 · 2006 · 2007 · 2008 · 2010 · 2011 · 2012 · 2013 · 2014 · 2015 · 2016 · 2017 · 2018 · 2019 · 2022 · 2023 · 2024 · 2025 · 2026 · 2027 · 2028 · 2029